# Zmiyovka
Zmiyovka (ruso: Змиёвка) es un asentamiento de tipo urbano de Rusia, capital del raión de Sverdlov en la óblast de Oriol.
En 2023, la localidad tenía una población de 4919 habitantes. Su término municipal se ciñe al propio casco urbano, por lo que forma una conurbación con algunas localidades rurales de su entorno, con una población total de casi siete mil habitantes.
Se ubica unos 30 km al sureste de la capital regional Oriol, sobre la carretera R119 que lleva a Livny y Lípetsk. Al sur de Zmiyovka sale la carretera 54K-7, que lleva a Glazunovka.

## Historia
Fue fundado en 1868 como un poblado ferroviario de la línea de ferrocarril de Oriol a Kursk. Recibió su topónimo en referencia al apellido del propietario de las tierras donde se construyó, el terrateniente Zmiyev. Formaba parte de la vólost de Bogodujovo, en el uyezd de Oriol de la gobernación de Oriol. En 1920 se trasladó la capital de la vólost al poblado ferroviario, pero Zmiyovka no dio su topónimo a la vólost, pues esta última pasó a llamarse "Sverdlov" en referencia al revolucionario Yákov Sverdlov, que había fallecido el año anterior con solo 33 años, al haberse contagiado en la pandemia de gripe tras haber visitado los alrededores de Oriol.
En 1928, Zmiyovka pasó a ser la capital del raión de Sverdlov, al definirse los raiones de la óblast de Chernozem Central. Se desarrolló notablemente en las décadas posteriores como el centro de los talleres de reparación de maquinaria agrícola de los koljoses de la región, adoptando el estatus de asentamiento de tipo urbano en 1959 y llegando a superar los seis mil habitantes en el censo de 1989. En el siglo XXI, tras la disolución de la Unión Soviética, Zmiyovka ha perdido población al liberalizarse el sector agrícola.